# 2TE70型柴油机车
2TE70型柴油机车（俄語：2ТЭ70）是俄罗斯铁路的新型大功率干线货运柴油机车车型之一，由科洛姆纳内燃机车制造厂设计制造，于2004年研制成功。
首台2TE70型机车于2004年7月13日在科洛姆纳工厂出厂，经过一系列的性能试验后，获得了由俄罗斯联邦铁路运输署认证机构的认证证书，确定2TE70型货运机车的技术特性和运用性能符合俄罗斯铁路对干线货运柴油机车提出的要求，并建议小批量生产15组该型机车。2TE70-001、002号机车分别于2006年11月、2007年3月，配属东西伯利亚铁路局乌兰乌德机务段投入运用考核。截至2010年12月，科洛姆纳工厂共生产了15组2TE70型机车；其中11台机车原配属乌兰乌德机务段，但由于配件供应问题，这11台机车后来均改配属科特拉斯机务段。目前，15组2TE70型机车均配属于北方铁路局科特拉斯机务段。

## 技术特点

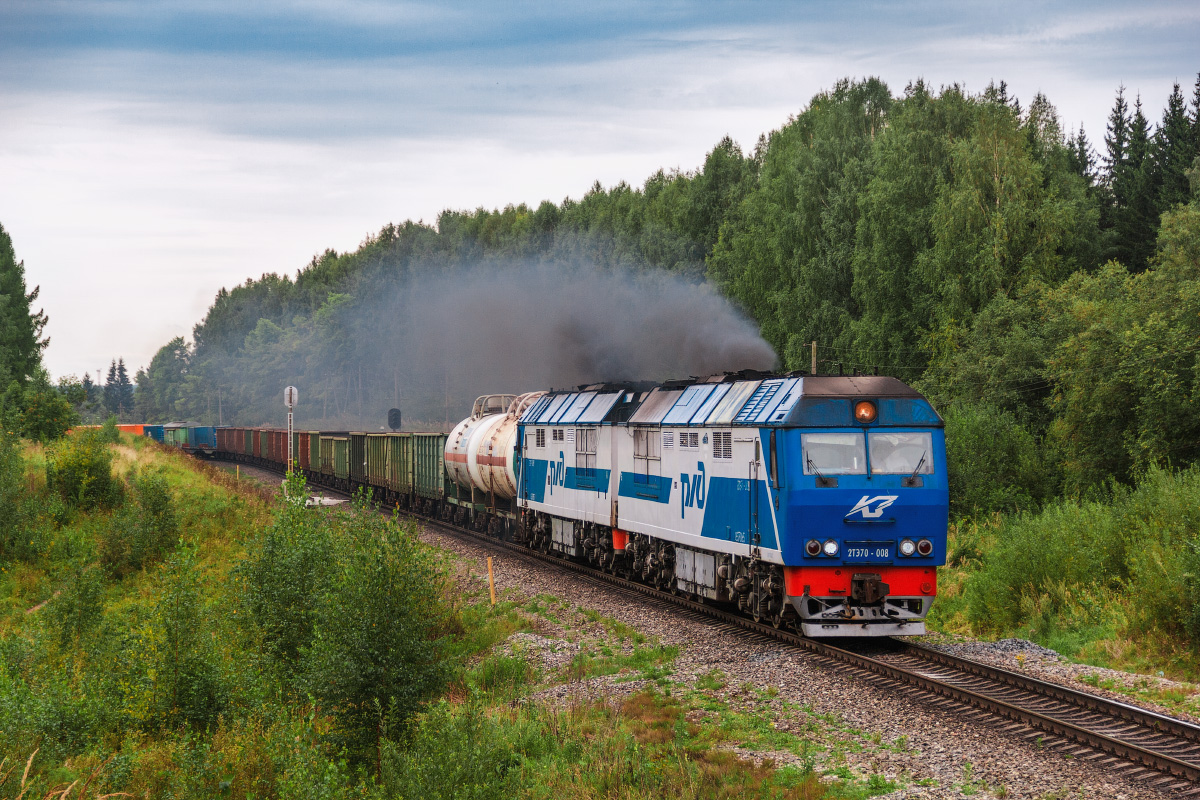
2TE70-008號機車

2TE70型机车是在TEP70型柴油机车的基础上开发研制的双节重联大功率干线货运柴油机车，计划用来代替逐渐达到使用年限的2TE116和2TE10型柴油机车，能够牵引6000吨重载货物列车。2TE70型机车的总体结构及零部件选用上，与TEP70BS、TEP70U型机车实现了最大程度的通用化。
2TE70型机车由两节结构相同的六轴机车联挂而成，采用桁架式侧壁承载车体。每节机车装用一台2А-5Д49-02型柴油机，装车功率为4080马力（3,000千瓦），单位燃料消耗量为195克/千瓦·小时，具有较好的燃油效率及较低的维护费用。机车传动装置采用交—直流电传动，柴油机通过联轴器直接驱动一台ГСТ-2800-1000У2型三相交流同步牵引发电机，经硅整流装置转换成直流电后，供给六台并联的ЭДУ-133Р型直流牵引电动机。机车设有具备全功率自负荷试验功能的电阻制动装置，在电阻制动工况时牵引电动机变为他励直流发电机工作，并与制动电阻相联，制动功率为2×3200千瓦。
机车装用了由全俄机车车辆设计工艺科学研究院（ВНИКТИ）研制的МСУ-Т型微机控制系统，具有较全面的柴油机控制、发电机恒功率励磁控制、牵引及制动控制、辅助功率控制、磁场削弱控制等功能，并设有液晶显示屏提供机车运行参数显示以及故障提示。此外，司机的工作环境也得到了改善，司机室设有按人体工学设计的操纵台、具有电热功能的高强度前窗玻璃、以及空调装置。

## 参看
- TEP70型柴油机车
- 2TE116型柴油机车
- 2TE25K型柴油机车